# Deatnu Tana
Gmina Deatnu / Tana (norw. Tana kommune, płn.-lap. Deanu gielda, kweński Tenon / Taanan komuuni) – norweska gmina leżąca w okręgu Finnmark. Jej siedzibą jest miejscowość Tana bru.
Deatnu / Tana jest 5. norweską gminą pod względem powierzchni.

## Demografia
1 stycznia 2011 gminę zamieszkiwało 2889 osób. Gęstość zaludnienia wynosi 0,71 os./km². Liczba ludności lekko spada od połowy lat dziewięćdziesiątych. W roku 2005 wynosiła jeszcze 3037 osób. Pod względem zaludnienia Deatnu / Tana zajmuje 270. miejsce wśród norweskich gmin.
| ludność stan na 1 stycznia 2005 |         |           |       |
|                                 | kobiety | mężczyźni | razem |
| osób                            | 1571    | 1466      | 3037  |
| %                               | 51,73%  | 48,27%    | 100%  |

| wykształcenie stan na 1 października 2004 |        |         |        |        |
|                                           | podst. | średnie | wyższe | niezn. |
| osób                                      | 698    | 1255    | 393    | 78     |
| %                                         | 28,8%  | 51,77%  | 16,21% | 3,22%  |

## Edukacja
Według danych z 1 października 2004:
- liczba szkół podstawowych (norw. grunnskolar): 6
- liczba uczniów szkół podst.: 393

## Władze gminy
Według danych na rok 2011 administratorem gminy (norw. rådmann) jest Jørn Aslaksen, natomiast burmistrzem (norw. ordfører, d. borgermester) jest Frank M. Ingilæ.